# Солітаріо чорнощокий
Солітаріо чорнощокий (Myadestes melanops) — вид горобцеподібних птахів родини дроздових (Turdidae). Мешкає в Коста-Риці і Панамі.

## Опис
Довжина птаха становить 16-18,5 см, середня вага 33 г. Дорослий птах має темно-сіре забарвлення. Чорне обличчя контрастуює з широким оранжевим дзьобом. Крила і хвіст чорні, Нижні покривні пера сріблясто-білі, помітні під час польоту. Лапи оранжеві. Молоді птахи мають охристі смужки на голові і на верхній частині тіла, а також жовтуваті і коричневі плями на нижній частині тіла.

## Поширення і екологія
Чорні солітаріо мешкають в Коста-Риці і на півночі Панами. Живуть в густому підліску тропічних лісів і в бамбукових заростях на висоті від 754 до 2940 м над рівнем моря. в дощові сезони птахи мігрують в долини на висоту 400 м над рівнем моря, де об'єднуться в зграйки.

## Поведінка
Чорнощокі солітаріо харчуються ягодами і комахами. Здобич шукають в кронах дерев або на полях. Гніздо чашоподібної форми, зроблене з моху і печіночнеків, розміщується в розщелинах і дуплах дерев на висоті до 3,5 м над рівнем моря. Сезон розмноження триває з квітня до червня. В кладці 2-3 яйця рудувато-коричневого, білого або рожевуватого кольору. Пташенята покриваються пір'ям на 15-16 день.